# Philipp Reis
Johann Philipp Reis (7. januar 1834 i Gelnhausen, Tyskland – 24. januar 1874) var søn af en fattig bager. Han var selvlært videnskabsmand – fysiklærer og udviklede i 1861 et af de første anvendelige apparater til elektrisk transmission af lyd over længere afstande, et apparat Reis kaldte en telefon.
Reis' opfindelse var dog upraktisk, og der var ikke behov for den på den tid, om end dets navn overlevede. Alexander Graham Bell udviklede et mere praktisk apparat, som han fik patent på i 1876.